# Proceratophrys bigibbosa
Proceratophrys bigibbosa är en groddjursart som först beskrevs av Peters 1872.  Proceratophrys bigibbosa ingår i släktet Proceratophrys och familjen Cycloramphidae. IUCN kategoriserar arten globalt som nära hotad. Inga underarter finns listade i Catalogue of Life.